# Срећко Шушић
Срећко Шушић (Краљево, 4. новембар 1956) српски је певач народне музике. Каријеру је почео у позним годинама – 1992. године, те је до данас укупно снимио 11 албума. Дуго је радио као службеник, а музиком се бавио из љубави. Његове најпознатије песме су Бацио бих све низ реку, Ти си моја девојка (дует са Сузаном Јовановић), У сећању живиш, Рођена си за краљицу и Улица рађа грешнике.